# Campeonato Baiano de Futebol de 2017
O Campeonato Baiano de Futebol de 2017 foi a 113.ª edição da competição, realizado no estado da Bahia e organizado pela Federação Baiana de Futebol.

## Regulamento
Na primeira fase, as 11 equipes disputam em grupo único, jogos todos contra todos, em jogos só de ida, ou seja, 11 rodadas (5 partidas em casa e 5 fora para cada time, havendo folga em uma delas). 
Os quatro melhores times na classificação, garantem vaga na próxima fase. A partir daí, o campeonato entra na fase de mata-mata: semifinal e final, todos com jogos de ida e volta.
Os rebaixados serão os dois times de piores campanha na primeira fase.
Na semifinal, o time de melhor campanha enfrenta o 4º, e 2ª duela com o 3º, os dois primeiros classificados desses, terão seu mando de campo nos jogos de volta. Se as duas partidas tiverem o mesmo placar (0x0 e 0x0, 1x1 e 1x1, 2x0 e 0x2) ou a mesma diferença de gols (0x0 e 1x1, 1x0 e 1x2, 2x0 e 1x3), avança o melhor na primeira fase (mandante do 2° jogo), não havendo decisão por pênaltis nem o critério de gol marcado fora de casa.
O campeão e o vice disputarão a Copa do Nordeste de 2018 e a Copa do Brasil de 2018. O 3º lugar garante vaga na Copa do Nordeste de 2018, e o 4º colocado, na Copa do Brasil de 2018.

## Clubes participantes
| Clube                                             | Cidade               | Estádio (Mando)  | Em 2016         | Títulos (mais recente) |
| ------------------------------------------------- | -------------------- | ---------------- | --------------- | ---------------------- |
| Atlântico Esporte Clube                           | Lauro de Freitas     | Pituaçu          | 1º (2ª divisão) | 0 (não possui)         |
| Esporte Clube Bahia                               | Salvador             | Arena Fonte Nova | 2º              | 46 (2015)              |
| Associação Desportiva Bahia de Feira              | Feira de Santana     | Joia da Princesa | 8º              | 1 (2011)               |
| Clube Esportivo Flamengo de Guanambi              | Guanambi             | 2 de Julho       | 7º              | 0 (não possui)         |
| Fluminense de Feira Futebol Clube                 | Feira de Santana     | Joia da Princesa | 4º              | 2 (1969)               |
| Galícia Esporte Clube                             | Salvador             | Pituaçu          | 5º              | 5 (1968)               |
| Jacobina Esporte Clube                            | Jacobina             | José Rocha       | 6º              | 0 (não possui)         |
| Esporte Clube Jacuipense                          | Riachão do Jacuípe   | Valfredão        | 10º             | 0 (não possui)         |
| Sociedade Desportiva Juazeirense                  | Juazeiro             | Adauto Moraes    | 3º              | 0 (não possui)         |
| Esporte Clube Vitória                             | Salvador             | Barradão         | 1º              | 28 (2016)              |
| Esporte Clube Primeiro Passo Vitória da Conquista | Vitória da Conquista | Lomanto Júnior   | 9º              | 0 (não possui)         |

## Locais de disputa
| Atlântico | Bahia | Bahia de Feira | Flamengo de Guanambi |
| Pituaçu | Arena Fonte Nova | Joia da Princesa | 2 de Julho           |
| | | |                      |
| Fluminense de Feira | \| Flamengo de Guanambi Jacobina Juazeirense Jacuipense Vitória da Conquista Bahia de Feira Fluminense Atlântico Salvador: Bahia Galícia VitóriaLocalização dos mandos de campo das equipes participantes da Primeira Divisão de 2017. \| | \| Flamengo de Guanambi Jacobina Juazeirense Jacuipense Vitória da Conquista Bahia de Feira Fluminense Atlântico Salvador: Bahia Galícia VitóriaLocalização dos mandos de campo das equipes participantes da Primeira Divisão de 2017. \| | Galícia              |
| Joia da Princesa | \| Flamengo de Guanambi Jacobina Juazeirense Jacuipense Vitória da Conquista Bahia de Feira Fluminense Atlântico Salvador: Bahia Galícia VitóriaLocalização dos mandos de campo das equipes participantes da Primeira Divisão de 2017. \| | \| Flamengo de Guanambi Jacobina Juazeirense Jacuipense Vitória da Conquista Bahia de Feira Fluminense Atlântico Salvador: Bahia Galícia VitóriaLocalização dos mandos de campo das equipes participantes da Primeira Divisão de 2017. \| | Pituaçu              |
| | \| Flamengo de Guanambi Jacobina Juazeirense Jacuipense Vitória da Conquista Bahia de Feira Fluminense Atlântico Salvador: Bahia Galícia VitóriaLocalização dos mandos de campo das equipes participantes da Primeira Divisão de 2017. \| | \| Flamengo de Guanambi Jacobina Juazeirense Jacuipense Vitória da Conquista Bahia de Feira Fluminense Atlântico Salvador: Bahia Galícia VitóriaLocalização dos mandos de campo das equipes participantes da Primeira Divisão de 2017. \| |                      |
| Jacobina | \| Flamengo de Guanambi Jacobina Juazeirense Jacuipense Vitória da Conquista Bahia de Feira Fluminense Atlântico Salvador: Bahia Galícia VitóriaLocalização dos mandos de campo das equipes participantes da Primeira Divisão de 2017. \| | \| Flamengo de Guanambi Jacobina Juazeirense Jacuipense Vitória da Conquista Bahia de Feira Fluminense Atlântico Salvador: Bahia Galícia VitóriaLocalização dos mandos de campo das equipes participantes da Primeira Divisão de 2017. \| | Jacuipense           |
| José Rocha | \| Flamengo de Guanambi Jacobina Juazeirense Jacuipense Vitória da Conquista Bahia de Feira Fluminense Atlântico Salvador: Bahia Galícia VitóriaLocalização dos mandos de campo das equipes participantes da Primeira Divisão de 2017. \| | \| Flamengo de Guanambi Jacobina Juazeirense Jacuipense Vitória da Conquista Bahia de Feira Fluminense Atlântico Salvador: Bahia Galícia VitóriaLocalização dos mandos de campo das equipes participantes da Primeira Divisão de 2017. \| | Valfredão            |
| | \| Flamengo de Guanambi Jacobina Juazeirense Jacuipense Vitória da Conquista Bahia de Feira Fluminense Atlântico Salvador: Bahia Galícia VitóriaLocalização dos mandos de campo das equipes participantes da Primeira Divisão de 2017. \| | \| Flamengo de Guanambi Jacobina Juazeirense Jacuipense Vitória da Conquista Bahia de Feira Fluminense Atlântico Salvador: Bahia Galícia VitóriaLocalização dos mandos de campo das equipes participantes da Primeira Divisão de 2017. \| |                      |
| Juazeirense | Vitória | Vitória da Conquista |                      |
| Adauto Moraes | Barradão | Lomanto Júnior |                      |
| | | |                      |
| Flamengo de Guanambi Jacobina Juazeirense Jacuipense Vitória da Conquista Bahia de Feira Fluminense Atlântico Salvador: Bahia Galícia VitóriaLocalização dos mandos de campo das equipes participantes da Primeira Divisão de 2017. | | |                      |

## Televisão
Pelo sétimo ano consecutivo, a TV Bahia (afiliada da Rede Globo) e suas afiliadas detém todos os direitos de transmissão para a temporada de 2017 pela televisão aberta e em pay-per-view através do canal Premiere FC (PFC).
A TV Bahia transmitiu as seguintes partidas em sinal aberto:
- 1.ª rodada - Juazeirense 1x2 Vitória - 29 de janeiro (Dom) - 17:00 (Todo o estado)[2]
- 2.ª rodada - Jacuipense 0x0 Bahia - 1 de fevereiro (Qua) - 21:45 (Todo o estado)[3]
- 5.ª rodada - Bahia de Feira 0x1 Vitória - 19 de fevereiro (Dom) - 17:00 (Todo o estado)[4]
- 6.ª rodada - Fluminense de Feira 1x1 Bahia - 22 de fevereiro (Qua) - 21:50 (Todo o estado)[5]
- 7.ª rodada - Vitória da Conquista 0x1 Bahia - 5 de março (Dom) - 16:00 (Todo o estado)[6]
- 8.ª rodada - Vitória 1x0 Jacuipense - 19 de março (Dom) - 16:00 (Todo o estado)[7]
- 9.ª rodada - Flamengo de Guanambi 0x0 Bahia - 26 de março (Dom) - 16:00 (Todo o estado)[8]
- 10.ª rodada - Fluminense de Feira 1x2 Bahia de Feira - 2 de abril (Dom) - 16:00 (Todo o estado)[9]
- 11.ª rodada - Atlântico 0x3 Bahia - 5 de abril (Qua) - 21:45 (Todo o estado)[10]
- Semi (ida) - Vitória da Conquista 1x1 Vitória - 16 de abril (Dom) - 16:00 (Todo o estado)[11]
- Semi (volta) - Vitória 5x0 Vitória da Conquista - 23 de abril (Dom) - 16:00 (Todo o estado)[12]
- Final (ida) - Bahia 1x1 Vitória - 3 de maio (Qua) - 21:45 (Todo o estado)[13]

O PFC transmitiu as seguintes partidas em sinal fechado:
- 1.ª rodada - Bahia 2x0 Jacobina - 29 de janeiro (Dom) - 19:30 (Todo o estado)[2]
- 2.ª rodada - Vitória 2x0 Vitória da Conquista - 2 de fevereiro (Qui) - 21:30 (Todo o estado)[3]
- 3.ª rodada - Bahia 6x0 Bahia de Feira - 8 de fevereiro (Qua) - 19:30 (Todo o estado)[14]
- 4.ª rodada - Vitória 6x1 Flamengo de Guanambi - 15 de fevereiro (Qua) - 19:30 (Todo o estado)[15]
- 5.ª rodada - Bahia 2x1 Juazeirense - 19 de fevereiro (Dom) - 16:00 (Todo o estado)[4]
- 6.ª rodada - Galícia 0x1 Vitória - 2 de março (Qui) - 19:30 (Todo o estado)[16]
- 7.ª rodada - Vitória 2x0 Atlântico - 5 de março (Dom) - 16:00 (Todo o estado)[6]
- 8.ª rodada - Bahia 3x0 Galícia - 18 de março (Sáb) - 18:30 (Todo o estado)[7]
- 9.ª rodada - Jacobina 1x4 Vitória - 26 de março (Dom) - 18:30 (Todo o estado)[8]
- 11.ª rodada - Vitória 6x0 Fluminense de Feira - 5 de abril (Qua) - 20:30 (Todo o estado)[10]
- 10.ª rodada - Bahia 1x2 Vitória - 9 de abril (Dom) - 16:00 (Todo o estado)[17]
- Semi (ida) - Fluminense de Feira 0x3 Bahia - 16 de abril (Dom) - 18:30 (Todo o estado)[11]
- Semi (volta) - Bahia 1x0 Fluminense de Feira - 22 de abril (Sáb) - 16:00 (Todo o estado)[12]
- Final (ida) - Bahia 1x1 Vitória - 3 de maio (Qua) - 21:45 (Todo o estado)[13]

## Primeira fase

### Jogos
Para ler a tabela, a linha horizontal representa os jogos da equipe como mandante. A coluna vertical indica os jogos da equipe como visitante.
| Jogos "clássicos" estão em negrito. | Vitória do mandante. | Vitória do visitante. | Empate. |

|                      | ATC | BAH | BFE | FLG | FLF | GAL | JAC | JCP | JZE | VIT | VCO |
| -------------------- | --- | --- | --- | --- | --- | --- | --- | --- | --- | --- | --- |
| Atlântico            | —   | 0–3 |     | 1–1 | 0–1 |     | 1–0 | 2–2 |     |     |     |
| Bahia                |     | —   | 6–0 |     |     | 3–0 | 2–0 |     | 2–1 | 1–2 |     |
| Bahia de Feira       | 2–1 |     | —   | 1–0 |     | 5–4 |     |     | 1–4 | 0–1 |     |
| Flamengo de Guanambi |     | 0–0 |     | —   | 1–1 | 1–1 | 1–0 |     | 0–1 |     |     |
| Fluminense de Feira  |     | 1–1 | 1–2 |     | —   |     | 3–1 | 2–0 |     |     | 1–0 |
| Galícia              | 0–4 |     |     |     | 1–4 | —   |     | 1–2 |     | 0–1 | 0–3 |
| Jacobina             |     |     | 1–1 |     |     | 3–0 | —   | 1–0 | 1–1 | 1–4 |     |
| Jacuipense           |     | 0–0 | 2–1 | 2–1 |     |     |     | —   | 1–0 |     | 0–0 |
| Juazeirense          | 2–2 |     |     |     | 1–2 | 1–0 |     |     | —   | 1–2 | 0–0 |
| Vitória              | 2–0 |     |     | 6–1 | 6–0 |     |     | 1–0 |     | —   | 2–0 |
| Vitória da Conquista | 5–0 | 0–1 | 1–0 | 3–1 |     |     | 1–1 |     |     |     | —   |

## Fase final
Em itálico, os times que possuem o mando de campo no primeiro jogo do confronto e em negrito os times classificados.
|  | Semifinais           | Semifinais | Semifinais | Semifinais |   |       | Final | Final | Final | Final |
|  |                      |            |            |            |   |       |       |       |       |       |
|  | Fluminense de Feira  | 0          | 0          | 0          |   |       |       |       |       |       |
|  | Bahia                | 3          | 1          | 4          |   |       |       |       |       |       |
|  | Bahia                | 3          | 1          | 4          |   | Bahia | 1     | 0     | 1     |       |
|  |                      |            |            |            |   | Bahia | 1     | 0     | 1     |       |
|  |                      | Vitória    | 1          | 0          | 1 |       |       |       |       |       |
|  | Vitória da Conquista | Vitória    | 1          | 0          | 1 | 1     | 0     | 1     |       |       |
|  | Vitória da Conquista |            |            |            |   | 1     | 0     | 1     |       |       |
|  | Vitória              | 1          | 5          | 6          |   |       |       |       |       |       |

| Campeão Baiano de 2017 |
| Salvador               |
| ---------------------- |
| Vitória 29° título     |

| Vice-campeão: | Terceiro colocado:  | Artilheiro:                                     | Melhor goleiro:           |
| ------------- | ------------------- | ----------------------------------------------- | ------------------------- |
| Bahia         | Fluminense de Feira | Marclei (Bahia de Feira) / André Lima (Vitória) | Fernando Miguel (Vitória) |